# Euphyia aeruginata
Euphyia aeruginata là một loài bướm đêm trong họ Geometridae.